# 兴隆岗镇
兴隆岗镇，是中华人民共和国黑龙江省佳木斯市富锦市下辖的一个乡镇级行政单位。

## 行政区划
兴隆岗镇下辖以下地区：
兴隆村、河西村、三林村、永富村、宏伟村、幸福村、福升村、前富村、兴胜村、兴富村、高台子村、新林村、新风村、金林村、振兴村、东升村、东胜村、东明村、东福村、西岗村、鹿林村、兴会村和东悦村。